# Johann Krussbecker

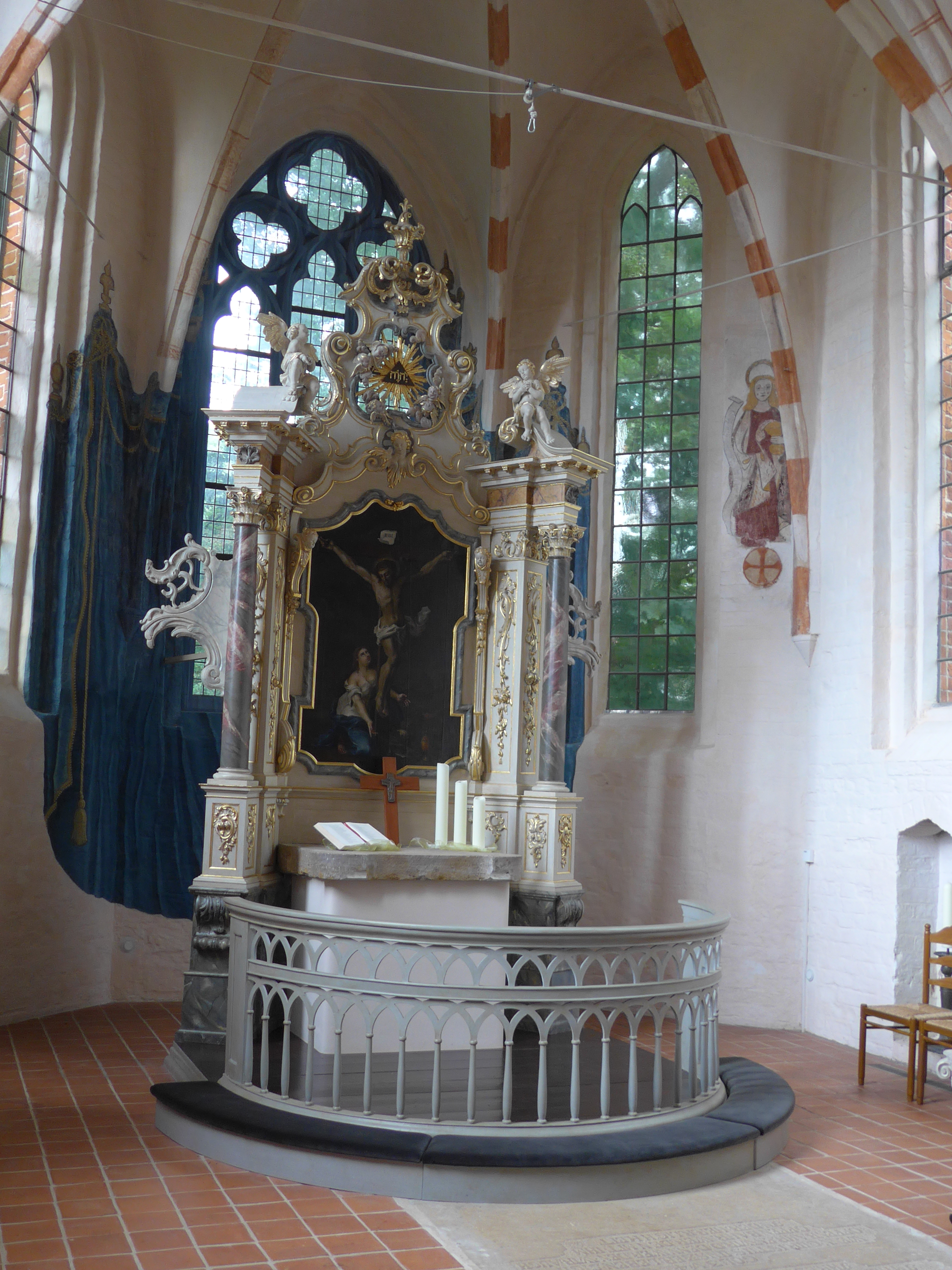
Krussbeckers Altar in der Heilig-Kreuz-Kirche (Bardewisch)

Johann Krussbecker (auch Krußbecker, Krusbecker) war ein vielleicht um 1740 geborener Bildhauer der Rokokozeit, der um 1764 bis 1802 in Bremen nachweisbar ist.

## Leben
1764, ein Jahr nach dem Tod von Theophilus Wilhelm Frese, dem bedeutendsten Bremer Bildhauer des 18. Jahrhunderts, beantragte Krussbecker beim Rat, außerhalb der Steinhauerzunft als Freimeister arbeiten zu dürfen. Er berief sich darauf, sechs Jahre in Holland, England und Berlin in Holz und Stein gearbeitet zu haben. Ob sein Antrag erfolgreich war oder nicht wird unterschiedlich eingeschätzt. Seine wenigen archivalisch belegten Werke weisen ihn als einen Bildhauer aus, der in der calvinistisch geprägten Hansestadt den schwungvollen Stil und die sinnlichen Motive des Rokoko realisierte. Wie auch andere bremische Künstler in der zweiten Hälfte des 18. Jahrhunderts, einer wenig bilderfreundlichen und auftragsarmen Zeit. hinterließ Krussbecker nur ein schmales Gesamtwerk. Sein Schüler war Andreas Beling, der später Freimeister wurde.

## Werke
- 1762 fertigte der Bildhauer für die Kirche St. Nikolai in Stollhamm in der Gemeinde Butjadingen hölzerne Altarschranken in schwungvollen Rokokoformen an, die sich jetzt im Landesmuseum für Kunst und Kulturgeschichte Oldenburg befinden.
- 1783 erneuerte Krussbecker den hölzernen Kopf über der Uhr am Bremer Ostertor, der beim Glockenschlag das Maul bleckte.
- 1788 fertigte er zwei vergoldete Spiegelrahmen für das Bremer Rathaus.
- 1764 bestellte die Heilig-Kreuz-Kirche in Bardewisch (Lemwerder) den noch erhaltenen, geschnitzten Altaraufsatz, einen der wenigen Rokokoaltäre der Region.